# ローマ法大全
『ローマ法大全』（ローマほうたいぜん、ラテン語: Corpus Iuris Civilis）は、東ローマ皇帝ユスティニアヌス1世が編纂させた『勅法彙纂』、『学説彙纂』、『法学提要』、および534年以降に出された新勅法の総称である。これら諸法が西ヨーロッパにおいて12世紀初頭に『ユスティニアヌスの市民法大全』としてまとめられ、1583年にフランスの法学者ディオニシウス・ゴトフレドゥスによってジュネーヴで出版される際に『市民法大全』（corpus iuris civilis）と名のもとに刊行したことから、今日に至るまで「市民法大全」「コルプス・ユーリス」と呼称するのが通例となっている。『教会法大全』とともにユス・コムーネの法源として重要な地位を占め、大陸諸国の法の発展に大きな影響を与えた。

## 沿革
東ローマ帝国（ビザンツ帝国・ビザンティン帝国）の国家制度の多くは古代ローマ帝国より引き継いだものであったが、古代ローマの法律は極めて雑多なものであり、全く整理がなされていなかった。新しい法律が制定されると、古い法律の該当箇所は自動的に無効になるとされていたため、古くなった法律のどの部分が有効でどの部分が無効なのか、長年の間に混乱が生じていた。このことによる弊害は共和政ローマの頃から存在しており、制定されたものの忘れ去られた法律も多く、たとえばガイウス・ユリウス・カエサルなどはすっかり忘れ去られていた法律を持ち出して活用し、政敵を罠にかける名人であった。こうした混乱を是正するため、それまでにも『グレゴリウス法典』『ヘルモゲニウス法典』『テオドシウス法典』等が編纂された。特に『テオドシウス法典』は法の混乱を相当に改善したものであったが、ユスティニアヌス1世の時代は『テオドシウス法典』の発布からも90年が過ぎており、法体系の再整備が必要とされていた。
ユスティニアヌス1世は法務長官トリボニアヌスやテオフィルスをはじめとする10名に、古代ローマ時代からの自然法および人定法（執政官や法務官）の布告、帝政以降の勅法を編纂させ、『旧勅法彙纂（ユスティニアヌス法典）』全10巻として529年4月27日に発刊させた。旧三法典は廃止され、この『ユスティニアヌス法典』だけが帝国における唯一の権威ある法典とされた。ついで、530年よりトリボニアヌスを長とする委員会に古典法学者の学説を研究させ、約2000冊300万行以上の著作を一つの秩序に従って再配列する事業に着手し、533年12月16日に『学説彙纂』全50巻を完成させた。これと並行して初学者のための簡単な教科書『法学提要』も編纂されており、トリボニアヌス、テオフィルス、ドロテウスらが533年11月21日に完成させた。この『法学提要』は帝国の法学校における1年目の教科書として使用された。『学説彙纂』や『法学提要』の編纂中にも立法活動は行われていたので、『学説彙纂』や『法学提要』の完成時には『旧勅法彙纂』を改定する必要が生じた。ユスティニアヌス1世はトリボニアヌスに『旧勅法彙纂』の増補改訂を命じ、534年11月16日に『勅法彙纂』全12巻が完成した。ユスティニアヌス1世は『勅法彙纂』の完成以降にも百数十件の立法を行っており、これらは『新勅法』と総称される。
これらの法典は壮大だが膨大で複雑であり、実用的であるとはあまり言い難いものでもあった。とりわけ公布者ユスティニアヌス1世はこの法典を改変することはおろか註釈を付ける事、法典の内容の不明な点につき原典にあたり利用する事まで勅令により禁止しており、法律の解釈権は皇帝のみにあると宣告している。
法典はコンスタンティノープルでは用いられたが、その他の地域には浸透しなかった。西方領土では引き続き『テオドシウス法典』が用いられ続け、東方領土の地方都市では一世紀もすると法典が忘れ去られて司教を仲裁人とした法廷での調停が好まれるようになった。しかし、これら法典は8世紀以降にも幾度か手が加えられながら、帝国の基本法典であり続けた。11世紀後半には西欧でも採用されるようになり、14世紀にはイタリアの後期註釈学派の法学者バルトールス・デ・サクソフェラートが全項目に註釈を入れ実用性を高め（ユスティアヌス法典を除く）、のちの西欧の各国の法典（特に民法典）にも多大な影響を与えた。これら諸法は東ローマ帝国では1つにまとめられたものではなかったが、西欧でのローマ法研究によって12世紀初頭に『ユスティニアヌスの市民法大全』としてまとめられ、1583年にフランスの法学者ゴトフレドゥスによってジュネーヴで出版される際に『ローマ法大全』と名付けられた。

## 構成
『勅法彙纂』、『学説彙纂』、『法学提要』、『新勅法（534年以降に出された皇帝法の総称）』からなる。

### 勅法彙纂
『勅法彙纂』（ちょくほういさん、Codex constitutionum）または『ユスティニアヌス法典』（Codex Justinianus）は、ハドリアヌスからユスティニアヌス時代までの勅法を集大成した法典である。基本的には、既存法典である、『グレゴリウス法典』（290年代に成立、130年代以降の勅法を含む）、『ヘルモゲニウス法典』（290年代に成立）、『テオドシウス法典』(438年）を体系化し簡素化したもの。
ユスティニアヌス帝が528年2月13日の勅法によってトリボニアヌスをはじめとする10人に命じ、従前の勅法を集成させたのが『旧勅法彙纂』 (Codex vetus) であり、529年4月7日に公布され、同16日より施行された。『旧勅法彙纂』は現存せず、その一部がパピルス文書の形で伝来しているにすぎない。
『旧勅法彙纂』が完成した529年以降も新しい勅法が発せられており、『学説彙纂』や『法学提要』の完成によって、『旧勅法彙纂』を訂正する必要が出てきた。そこで、ユスティニアヌスは改めてトリボニアヌスに勅法の集成を命じた。この結果、完成したのが、『勅法彙纂』 (Codex repetitae praelectionis) である。全12巻。534年11月16日に発布され、同年12月29日より施行された。現存しているのは、この改訂版である。

### 学説彙纂
『学説彙纂』（がくせついさん、羅: Digesta, ギリシア語: Pandectae）は、帝政初期から500年代までの著名な法学者の学説を編纂させたものである。533年12月16日公布、12月30日施行。学説を収集された学者（これらを古法学者 veteres という）は40名に上り、ガイウスやウルピアーヌスなど帝政初期の学者が最も多い。全1528巻・300万行の先行資料を、全50巻・432章・15万行にまとめた。よってDigesta（ディゲスタ）と呼ばれる。Pandectae はそのギリシア語であり、ドイツ語の Pandekten はこれに由来する。その編纂方式が「パンデクテン方式」として、日本法にまで影響を及ぼしている。

### 法学提要
『法学提要』（ほうがくていよう、Institutiones）は、法学を志す初学者のためにユスティニアヌス帝が編集させた書物。533年11月21日公布、12月30日施行。法学校での教科書としての内容を持つ。その内容は、ガイウス（Gaius）の法学提要とほぼ同一であるとされるが、修正・加筆により一部異なる部分がある。学説彙纂と共に完全版は古代末期から行方が不明となったが、学説彙纂が1072年頃にラヴェンナで発見され註釈学派（ボローニャ学派）によって研究されていたのに対し、法学提要はその存在と断片は知られていたものの完本は近年まで知られておらず、1816年にニーブールによってパリンプセスト状態の原本が発見され、サヴィニーによって完全な形に復元された（ヴェローナ写本）。その後エジプトで1927年、1933年にそれぞれ断片が発見され、ヴェローナ写本の真実性が確認されている。
法学提要にちなむのがインスティトゥティオネス方式。フランス民法、オーストリア民法に取り入れられている。

### 新勅法
『新勅法』（Novellae）は、『勅法彙纂』完成以後、ユスティニアヌス帝逝去までに発せられた168の勅法の総称である。他の法典はラテン語で書かれているのに対し、原法文の大部分が帝国内で公用語化が進みつつあったギリシャ語で書かれている。

## 内容
ローマ法大全はあくまで当時の現行法の集大成である。したがって、古い書物を編集する際、古い時代の法が当時の情勢にそぐわなければ、当時の状況にみあったものにするため、修正・加筆（悪く言えば原文・原学説の改竄）が行われた。これを Interpolatio と呼ぶ。

## 東方における継続
「ビザンツ帝国」または「ビザンティン帝国」という用語は今日では、西方における帝国の崩壊にともなって、東地中海において残存したローマ帝国の東方部分を呼ぶために用いられている。この東方帝国はローマ法を利用し続けた。そもそもユスティニアヌス帝がローマ法を Corpus Juris Civilis（市民法大全） において形式化したのは、ローマ帝国の支配者としてであった。7世紀以降帝国政府の使用言語がラテン語からギリシア語に移行したために、市民法大全に基づく法典が時代が下ってギリシア語で編纂されることとなった。もっともよく知られているのは以下のものである：
- エクロゲー法典（英語版）（740年）‐レオーン3世によって編纂された
- プロキオン及びエパナゴゲ（879年頃）‐バシレイオス1世によって編纂された。更に
- バシリカ法典（英語版）（9世紀後半）-　バシレイオス1世によって開始され、レオーン6世によって完了した

バシリカ法典はユスティニアヌスの完全な縮約だった。60巻もあることで、裁判官や法律家には使い難いものだった。より短く手軽なものが必要とされていた。これは最終的に1345年にテッサロニキから来た裁判官のコンスタンティノス・ハルメノプーロスによって作成された。彼は Hexabiblos（ヘクサビブロス）と呼ばれる、バシリカ法典を6冊にした短縮版を作った。これは広くバルカン半島中で、続くオスマン帝国時代の間にも利用され、1820年代のギリシャ第一共和政のための最初の法典として使われた。セルビアの法律と文化はローマとビザンツの基礎の上に打ち建てられた。最も重要なセルビアの法典は、ザコノプラヴィロ（1219年）とドゥシャン法典（1349年と1354年）で、これらは、市民法大全に含まれるローマ-ビザンツ法を移植したものだった。これらのセルビア法典はセルビア専制公国が1459年にオスマン帝国に滅ぼされるまで利用された。セルビア蜂起でのオスマン朝からの解放後、1844年にセルビア市民法典が編纂されるまでローマ法が利用され続けた。セルビア市民法典は、市民法大全を基礎として編纂されたオーストリア民法典の縮約版だった。

## 西方における復興

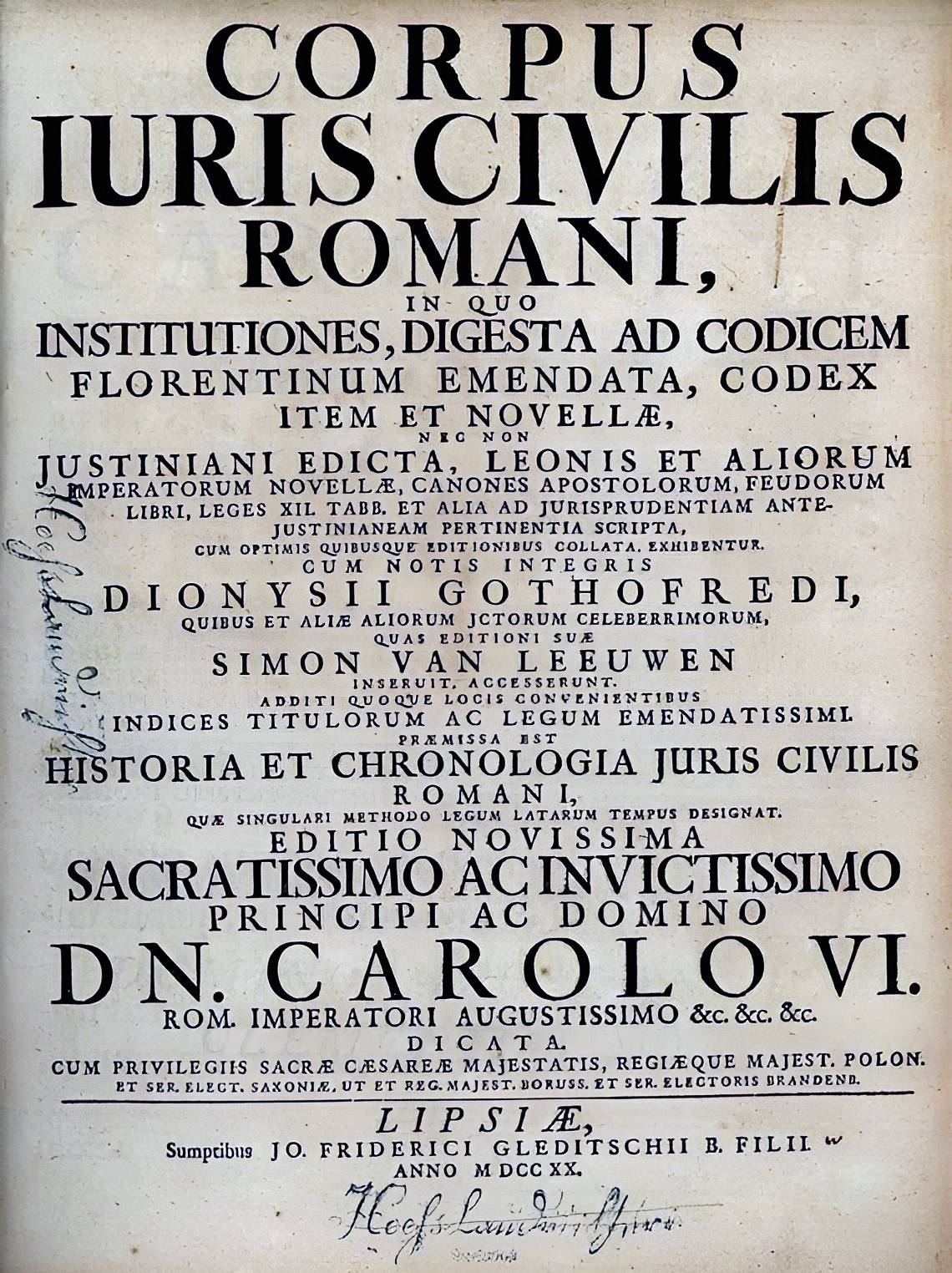
Corpus Iuris Civilis, 1583

ユスティニアヌスの市民法大全は西方に配布され、ラヴェンナ総督府を含むユスティニアヌスの再征服戦争のもとで獲得した領域で公布された。『法学提要』はローマの法律学校と、その学校がその後移転したラヴェンナでテキストとされたが、再征服されたその他の殆どの領域で失われた。南イタリアのイタリア総督領のみビザンツ法の伝統を維持したが、市民法大全は、エクロガ法典とバシリカ法典にとって代わられた。市民法大全の条項は教会関係のものだけが効果があったが、それもカトリック教会の事実上の独立と東西教会の分裂で無意味となった。西欧では、市民法大全はゲルマン民族の継承諸国で多くのローマ・ゲルマン法を刺激したが、実際に用いられたのはテオドシウス法典であり市民法大全ではなかった。
歴史家たちは、市民法大全が1070年頃の北イタリアで発見されたということについては正確には一致していない。法律研究はグレゴリウス7世のグレゴリウス改革の教皇庁に代わって行われていたが、グレゴリウス改革が再発見を偶然にもたらしたのかも知れない。Littera Florentina（フィレンツェ本）（アマルフィで保管されてきて、その後ピサに移った6世紀の『学説彙纂』の写本）とEpitome Codex（綱要:1050年頃に発見された市民法大全の多くを含んだ不完全な写本）とは別に、多くの写本がテキストとして、イルネリウスとペポにより、ボローニャで教えられ始めた。イルネリウスの技術は、声に出して読み、学生がそれを筆写することを許可されるというもので、ユスティニアヌスのテキストを解説し、内容に証明を与えることとはかけ離れていた。註解の形式についてイルネリウスの弟子であるボローニャの四博士は中世ローマ法のカリキュラムを打ち建てた最初の註釈学派に属していた。その伝統はウルトラモンタニズムとして知られるフランスの法律家にも伝わった。
中世イタリアのコムーネの商人階級は素朴なゲルマン的口承法よりも、正義の概念とともに扱う法と、都会に固有の状況を取り扱う法を必要としていた。法典の起源は、神聖ローマ帝国において、古典遺産からの由緒ある先例の復活を見る学者たちにアピールした。新しい階級の法律家たちが、ヨーロッパの諸公国で必要とされはじめていた官僚制を担った。ボローニャ大学はユスティニアヌス法典を最初に教え、中世盛期を通じて法律研究の中心であり続けた。
『学説彙纂』の二巻本が1549年と1550年にパリで出版され、タラゴサの僧侶アントニオ・アウグスティン（彼はよく知られた法律事務家だった）により翻訳された。『学説彙纂』完全版の題名は『Digestorum Seu Pandectarum tomus alter』といい、アプド・カロラム・ギラーズ（Apud Carolam Guillards）によって出版された。『学説彙纂』の第一巻は2934頁あり、一方第二巻は2754頁だった。市民法大全としてユスティニアヌス法典を名付けたのは16世紀のディオニシウス・ゴトフレドゥスで、1583年に出版された。市民法大全の背後にある法律的思考は現代のもっとも大きな法改革である、封建制の廃止を達成したナポレオン法典骨格となった。ナポレオンはこれらの諸原理がヨーロッパじゅうに紹介されることを望んでいた、なぜなら彼は、ヨーロッパの民衆の残りの部分と支配階級の間で、より平等な社会とより自由な関係が創出される支配の効果的形式として法典を見ていたのだった。
市民法大全は19世紀に仏語、独語、イタリア語、スペイン語に翻訳された。しかし市民法大全の英訳はサミュエル・パーソンズ・スコットが彼のバージョン「市民法」を出版する1932年までなかった。スコットは最善のラテン語版を用いて翻訳を行ったのではないため、彼の業績は批判されている。 フレッド・ブルムは彼の『勅法彙纂』と『新勅法』翻訳のために尊重されているラテン語版を用いた。市民法大全の新しい英訳版はブルム訳に元付き2016年に出版された。2018年には、ケンブリッジ大学出版もギリシア語のテキストを底本とした『新勅法』の新しい英語版を出版した。